# Pump the Plastic Heart
Pump the Plastic Heart – drugi singel zespołu Acid Drinkers wydany przez Polton/Warner Music Poland w 1996 roku promujący album The State of Mind Report. Kaseta "Pump the Plastic Heart" była dołączona do czasopisma "X" w nakładzie 15.000 egzemplarzy.

## Lista utworów
1. „Pump the Plastic Heart”
2. „24 Radical Questions”

## Twórcy
- Tomasz „Titus” Pukacki – śpiew, gitara basowa
- Robert "Litza” Friedrich – gitara
- Dariusz „Popcorn” Popowicz – gitara
- Maciej „Ślimak” Starosta – perkusja